# سیارک ۷۰۰۲
سیارک ۷۰۰۲ (به انگلیسی: 7002 Bronshten، نامگذاری:1971OV) هفت هزار و دومین سیارک کشف شده‌است که در ۲۶ ژوئیه ۱۹۷۱ کشف شد.
قدر مطلق سیارک برابر ۱۴٫۸۰ است.